# Base aérea de Darwin
A Base aérea de Darwin (IATA: DRW, ICAO: YPDN) é uma base aérea da Real Força Aérea Australiana (RAAF) localizada a 6,5 km da cidade de Darwin, no norte da Austrália. A base partilha a sua principal pista com o Aeroporto Internacional de Darwin.